# Sonata per a piano núm. 1 (Beethoven)
La Sonata per a piano núm. 1 en fa menor, opus 2 núm. 1 de Ludwig van Beethoven, va ser composta entre 1794 i 1795. És la primera de les tres Sonates op. 2 (amb la núm. 2 i la núm. 3) que va dedicar al seu mestre Franz Joseph Haydn. Tovey va escriure sobre aquesta sonata que Parry havia comparat encertadament l'obertura d'aquesta sonata amb el Finale de la Simfonia núm. 40 en sol menor de Mozart per mostrar com la textura de Beethoven és a prop de la de Mozart. El moviment lent... il·lustra els rars casos en què Beethoven imita Mozart, en detriment de la seva pròpia riquesa de to i pensament.

## Les primeres sonates
Aquesta és la primera sonata publicada per Beethoven, però entre 1782 i 1783, quan encara vivia a Bonn, ja havia compost tres petites sonates, conegudes amb el nom de Sonates a l'elector, WoO 47, dedicades a l'elector de Colònia.
La Sonata per a piano núm. 1 va ser composta en la mateixa època que la núm. 2 i núm. 3. Aquestes tres obres formen part de les primeres pàgines significatives de Beethoven, que llavors tenia 25 anys. El compositor les va dedicar a Haydn, professor seu des de novembre del 1792 fins al gener de 1794. La crítica i el públic les van acollir calorosament, però Haydn, un poc menys. "No li falta talent, però li cal encara instruir-se», hauria dit Haydn després de la interpretació de les sonates. Se sap que les relacions entre els dos músics no van ser gaire fluides, i que a Haydn no li agradava l'audàcia i la indisciplina del seu alumne.

## Estructura
La sonata té quatre moviments i l'execució dura una mica menys de 20 minuts:

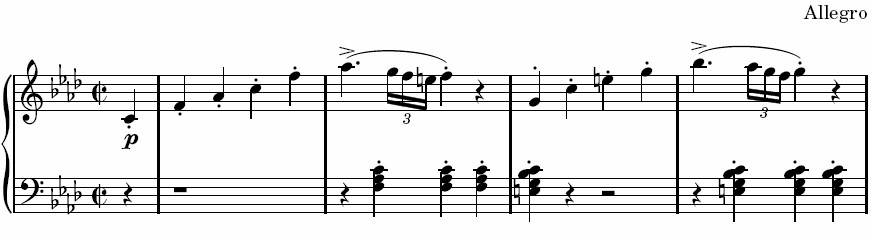
Tema principal de l'Allegro

1. Allegro
2. Adagio
3. Menuetto: Allegretto
4. Prestissimo

### 1. Allegro
El primer moviment, en compàs 2/2, segueix la forma sonata. El primer tema consisteix en un arpegi ascendent que recorda els primers compassos del final de la Simfonia núm. 40 de Mozart. El segon tema, en la bemoll menor, està acompanyat per octaves en corxeres en el baix. La part de l'exposició s'acaba amb dos petites codes:
- la primera coda consisteix en un conjunt de sèries descendents en la bemoll major,
- la segona torna a la tonalitat de la bemoll menor.

La part del desenvolupament s'inicia amb el primer tema inicial, però a continuació desenvolupa especialment el segon tema. La reexposició difereix poc de l'exposició, bàsicament en fa menor. La coda final és curta.
Primer moviment : tema principal, mesures 1 a 5.

### 2. Adagio
El segon moviment s'obre amb tema líric en compàs 3/4, en fa major. És seguit per un passatge animat, en re menor, que serveix de transició, i després d'un passatge en triples corxeres en do major. El primer tema torna a parèixer llavors, però de manera ornamentada. El moviment s'acaba amb una variació en fa major de la secció anterior en do major. Aquest adagio és la primera composició de Beethoven que es coneix i és una adaptació del moviment lent d'un quartet per a piano de 1785.

### 3. Menuetto: Allegretto
El tercer moviment és un minuet en fa menor que segueix la forma clàssica. Implica dues seccions repetides seguides per un trio en fa major, també en dues seccions repetides. El moviment s'acaba amb la tornada del primer tema.

### 2. Prestissimo
El quart moviment en fa menor i en compàs 2/2 té, com el primer, la forma de sonata. L'exposició està acompanyada d'un motiu incessant de tresets de corxeres. El primer tema es basa en tres acords en staccato. Un passatge de transició porta al segon tema, en do menor, també animat però més líric. Els acords del primer tema tornen a aparèixer per finalitzar la part de l'exposició. En el començament del desenvolupament, hi ha un tema completament nou, en la bemoll major, i després hi ha una transició basada en motius del primer tema. La reexposició reprèn el primer i segon temes, en fa menor. No hi ha coda i acaba amb un senzill arpegi descendent en tresets de corxeres.